# Песнь зада и пламени
«Песнь зада и пламени» (англ. A Song of Ass and Fire) — 8 эпизод 17 сезона (№ 245) сериала «Южный парк», премьера которого состоялась 20 ноября 2013 года в США на канале Comedy Central. Эпизод является продолжением «Чёрной пятницы» и второй частью трилогии про Чёрную пятницу. Название эпизода является аллюзией на цикл романов Джорджа Реймонда Ричарда Мартина «Песнь Льда и Огня».

## Сюжет
Война консолей продолжается среди детей Южного парка. Количество сторонников PlayStation 4 резко увеличивается после того как на их сторону перешёл Кенни, недовольный тем, что Картман не позволял ему стать принцессой. Нуждаясь в помощи, Картман звонит генеральному директору корпорации Microsoft Стиву Балмеру, однако тот отказывается помогать, говоря, что это «борьба за игровые консоли», а не «какая-то эпическая битва за власть».
Тем временем руководство торгового центра Южного парка, в память об одном из погибших охранников добавляет ещё 10 % к скидкам, после чего возбуждённая толпа покупателей начинает подступать к магазину, ведя себя при этом как зомби.
Далее, Картман, прогуливаясь с Баттерсом по «саду Андроса», говорит тому, что они должны чётко следовать сюжету «Игры престолов» если хотят победить. Поэтому он приказывает Баттерсу и Скотту Малкинсону отправиться в Нью-Мексико к Джорджу Р. Р. Мартину — автору Игры престолов, чтобы узнать развитие сюжета. Также Картман говорит Баттерсу (также как Кенни в предыдущем эпизоде), что только они вдвоём должны получить Xbox One, остальные ребята им нужны только, чтобы проникнуть вовнутрь магазина. Затем Картман прогуливается уже с Кайлом по саду Андроса, и сообщает тому, что отец Стэна работает в супермаркете и тоже говорит ему, что только они вдвоём должны получить Xbox One, а остальные ребята им нужны только, чтобы проникнуть вовнутрь магазина.
В это время глава Microsoft Билл Гейтс, узнав о поступке Балмера убивает его. Желая ещё больше усилить волнение в чёрную пятницу, он прибывает в Южный парк и вооружает поклонников Xbox One боевыми мечами, топорами и даже огнестрельным оружием. Вооружённая армия Картмана приходит к дому Кении, где на заднем дворе играют «РSники» и предлагает сдаться, однако Стэн и «принцесса Кенни» отказываются. Затем Картман прогуливается по саду Андроса с Биллом Гейтсом и внезапно тот говорит Картману, то что он говорил всем своим спутникам, что только они вдвоём должны получить Xbox One, а остальные ребята им нужны только, чтобы проникнуть вовнутрь магазина.
Тем временем глава Sony, узнав о подарке Microsoft, дарит Кенни волшебную брошь, делающую его японской принцессой в стиле аниме.
Тем временем Баттерс и Скотт Малкинс приезжают к Джорджу Мартину и пытаются выяснить у него сюжет, однако тот оказывается, помешан на членах главных героев сериала и говорит только о них, а затем его личный хор даже поёт песню про члены. Разозлённые Баттерс и Скотт собираются уходить, предварительно сказав, что грядёт чёрная пятница и тут Мартин говорит, что может помочь. Используя свои связи, он переносит чёрную пятницу на неделю. Руководство Торгового центра устанавливает 96%-ные скидки для первых 100 покупателей. После чего между покупателями у Торгового центра начинается драка.